# 歌川芳艶 (2代目)
二代目 歌川芳艶（にだいめ うたがわ よしつや、生没年不詳）とは、江戸時代末期から明治時代にかけての浮世絵師。

## 来歴
初代歌川芳艶の門人。本姓は箕輪、名は兵吉。一英斎、一仙舎、其村と号す。作画期は文久から明治10年（1877年）頃にかけてで、錦絵を残している。

## 作品
- 「東京名所内　招魂社ノ図」　大判錦絵3枚続　※明治3年
- 「鼠全盛競」　大判錦絵　※明治6年
- 「流行兎出会図画」　大判錦絵3枚続　※明治6年
- 「近世義勇伝」　大判錦絵　※明治6年
- 「西南鎮定賞賜の図」　大判錦絵3枚続　※明治10年
- 「志ん板姉さま尽し」　大判錦絵　※刊年未詳
- 「鐘馗と鬼図」　絹本着色一幅　※文久頃、「一英斎箕輪芳艶」の落款